# 阿氏沙鰈
阿氏沙鰈為輻鰭魚綱鰈形目鰈亞目冠鰈科的其中一種，為熱帶海水魚，分布於西太平洋南中國海海域，棲息深度可達71公尺，棲息在底層水域，生活習性不明。